# Vernon Chatman

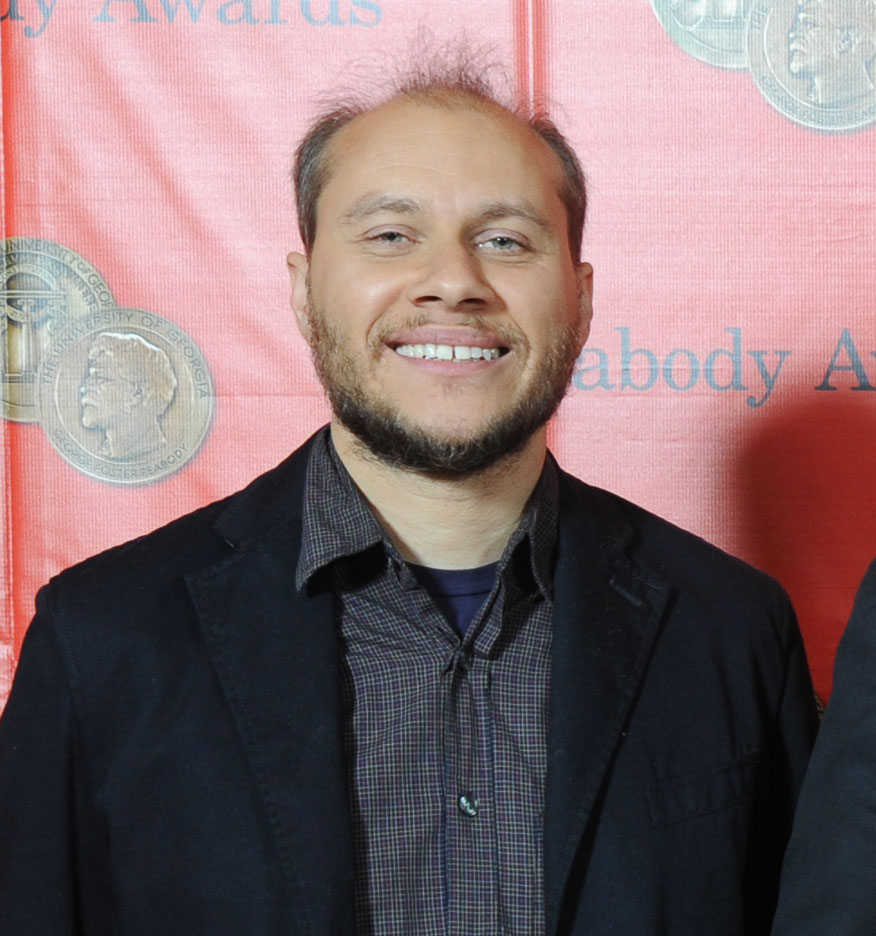
Vernon Chatman bei den Peabody Awards 2013

Vernon Chatman (* 31. Oktober 1972 in Brooklyn, New York, Vereinigte Staaten) ist ein US-amerikanischer Fernsehproduzent. Am bekanntesten ist er durch seine Rolle als Towelie für die Serie South Park, oder auch als Schöpfer von Xavier: Renegade Angel geworden.

## Leben
Chatman wurde in Brooklyn geboren und absolvierte die San Francisco State University im Jahre 1994. Er ist halber Afroamerikaner.

## Filmografie

### Serien
- 1999–2000: Late Night with Conan O’Brien (Autor)
- 2001: Hier kommt Bush! (Autor)
- seit 2001: South Park (Autor, Produzent, Synchronsprecher)
- 2002–2003: Doggy Fizzle Televizzle (Co-Schöpfer, Autor)
- 2005–2006: Wonder Showzen (Co-Schöpfer, Autor)
- 2007–2009: Xavier: Renegade Angel (Co-Schöpfer, Autor, Synchronsprecher)
- 2009–2013: Delocated (Produzent)
- 2011: China, IL (Produzent)
- 2011–2014: The Heart, She Holler (Co-Schöpfer, Autor, Synchronsprecher)
- 2012–2015: Louie (Autor, Produzent)
- seit 2018: The Shivering Truth (Schöpfer, Autor)
- seit 2021: Teenage Euthanasia (Produzent)

### Filme
- 2002: Jackass: The Movie (Autor)
- 2011: 6 Days to Air: The Making of South Park (Schauspieler)